# Elecciones generales de Irlanda de junio de 1927
Las elecciones generales de Irlanda de junio de 1927 se realizaron el 9 de junio para renovar los 153 escaños del Dáil Éireann. En esta ocasión, el Partido Republicano se disolvió en el Sinn Féin y el Fianna Fáil. Este último estaba liderado por Éamon de Valera, que retiró su postura abstencionista, por lo que la oposición aceptó sus escaños por primera vez. Por otro lado, el partido oficialista Cumann na nGaedheal, del Presidente del Consejo Ejecutivo William T. Cosgrave, se debilitó políticamente ante estas elecciones. El resultado de esto fue que, si bien continuó siendo la fuerza más votada, su mayoría de escaños fue de tan solo 47 de 153. Esto, sumado a que la oposición por primera vez entró al Dáil, generó que Cosgrave tuviera grandes problemas para reelegirse en minoría. El nuevo parlamento, notablemente multipartidista, causó muchos problemas al gobierno de Cosgrave y se disolvió a los pocos meses, convocándose a nuevas elecciones para septiembre.

## Resultados
|  | 27.44 % |

|  | 30.72 % |

|  | 26.12 % |

|  | 28.76 % |

|  | 12.55 % |

|  | 14.38 % |

|  | 8.89 % |

|  | 7.19 % |

|  | 7.29 % |

|  | 5.23 % |

|  | 3.61 % |

|  | 3.27 % |

|  | 0.48 % |

|  | 0.14 % |

|  | 0.09 % |

|  | 13.37 % |

|  | 10.46 % |

|  | 97.34 % |

|  | 2.66 % |

|  | 100 % |

|  | 68.1 % |